# Труднозатопляемое имущество
Труднозатопляемое имущество (ТЗИ) являлось штатным снаряжением стрелкового полка. Состояло на вооружении и в производстве до конца Великой Отечественной войны.

## Техническое описание
Труднозатопляемое имущество ТЗИ состоит из поплавков, подкладочных досок, звеньев, перильных стоек-уключин, настилочных досок и вспомогательного имущества.
Поплавок представляет собой мешок, сшитый из прорезиненной ткани. Он имеет водонепроницаемый карман, через который поплавок набивается легким материалом: соломой, сеном, стружками и т. п. Карман снабжен клапаном с петлями для зашнуровки. К днищу поплавка пришиты четыре брезентовые ремня, при помощи которых крепится подкладочная доска.
Подкладочная доска предназначена для скрепления поплавка со звеном.
Звенья служат верхним строением паромов и мостов.
Из труднозатопляемого имущества ТЗИ устраивают плотики для переправы стрелковых отделений, орудий или грузов весом до 1500 кг и мостики для пропуска пехоты в колоннах по одному и по два.

### Комплект ТЗИ
- поплавки — 32
- доски подкладочные — 32
- доски настилочные длиной 350 см — 16
- звенья — 16
- стойки перильные — 32
- штроп длинный — 32
- весла — 32
- багры — 8
- якоря — 2

### Расчет переправ
Из комплекта ТЗИ собирается:
- плотиков (4 поплавка и 2 звена) для переправы стрелкового отделения — 8;
- плотиков (7 поплавков и 3 звена) для переправы 76-мм орудия — 4;
- мост для движения пехоты в колонне по два — 28 м.

### Перевозка ТЗИ
Комплект ТЗИ перевозился на 4 повозках или на двух автомобилях.